# SudannaYuzuYully
SudannaYuzuYully (スダンナユズユリー) é um trio feminino de hip-hop agenciado pela LDH, cuja gravadora é a rhythm zone. Elas fazem parte do projeto E.G. family, que abrange outros grupos e artistas como: E-girls, Dream Ami, Dream Shizuka e Happiness. O nome do trio é um acrônimo dos apelidos das três integrantes: Sudanna (スダンナ), Yuzu (ユズ) e Yully (ユリー).

## História
2016
- 9 de novembro: Durante a turnê do Happiness, com o título "Happiness LIVE TOUR 2016 GIRLZ N' EFFECT", foi anunciada pela primeira vez o novo trio, que seria uma subunidade do supergrupo E-girls. Elas apareceram na referida turnê cantando duas músicas: "KonnichiWhat's Up!" (こんにちＷｈａｔ’ｓ Ｕｐ！)[4][5], e "OH BOY"[5].
- 26 de novembro: Foi anunciado o single de estreia do trio, chamado "OH BOY", com a data de lançamento para 1º de março do ano seguinte[6][7][8][9][10].

2017
- 1º de março: É lançado oficialmente o single "OH BOY".[11] Este ficou em 3º lugar no ranking semanal da Oricon, com mais de 30 mil cópias vendidas na semana de estreia[12][13].
- 5 de junho: É anunciado o E.G. EVOLUTION, onde toda a estrutura do E-girls e suas unidades e subunidades são alteradas, nascendo um novo projeto chamado E.G. family. Dentre as mudanças, houve o desmembramento do Dream, deixando a Dream Ami como solista, a Dream Shizuka continua sua carreira como vocalista do DANCE EARTH PARTY, que se tornou a ponte entre E.G. family e EXILE TRIBE (dando a entender que o E-girls não pertence mais a este). Já a Dream Aya decide retirar-se do meio artístico, passando a atuar nos bastidores como designer e fotógrafa. Além disso, o Flower e o Happiness passam a ser grupos independentes do E-girls, que tornou-se apenas mais um grupo dentro do novo projeto. As subunidades ShuuKaRen e SudannaYuzuYully também se tornam grupos à parte, dentro do projeto. E, por fim, várias integrantes deixaram o E-girls, para seguir seus projetos próprios (são elas: Aya, Ami, Shizuka, MIYUU, Kawamoto Ruri, Fujii Shuuka, Shigetome Manami e Nakajima Mio)[14][15][16][17]. Além disso, é anunciado uma turnê de mesmo nome, com apenas 2 dias de duração, nos dias 15 e 16 de julho, que foi o ponto de transição. Nesta, apresentaram-se todos os grupos já mencionados, inclusive o SudannaYuzuYully[18][19][20].
- 9 de agosto: O trio lança seu segundo single "CALL ME NOW"[21][5][22], sendo o primeiro dentro do E.G. family. Este ficou em 6º lugar no ranking semanal da Oricon[23].

2018
- 23 e 24 de setembro: O trio faz a abertura do show do Hiroomi Tosaka, em sua turnê solo intitulada "HIROOMI TOSAKA LIVE TOUR 2018 'FULL MOON'"[24].
- 5 de dezembro: Foi anunciado que o trio participará da turnê "E.G.POWER 2019 ~POWER to the DOME~", ao lado dos outros artistas do E.G. family[25][26].

2019
- 15 de janeiro: É anunciado o primeiro álbum do trio, com o título de "SYY"[27].

## Membros
- Suda Anna (須田アンナ) (pertencente ao E-girls e Happiness) - MC
- Takebe Yuzuna (武部柚那) (pertencente ao E-girls) - Vocal
- YURINO (ＹＵＲＩＮＯ) (pertencente ao E-girls e Happiness) - MC

## Lançamentos
O ranking refere-se ao semanal da Oricon.

### Singles
|    | Data de lançamento  | Título                             | Rank |
| -- | ------------------- | ---------------------------------- | ---- |
| 1º | 1 de março de 2017  | OH BOY (ＯＨ ＢＯＹ)               | 3º   |
| 2º | 9 de agosto de 2017 | CALL ME NOW (ＣＡＬＬ ＭＥ ＮＯＷ) | 6º   |

### Singles Digitais
|    | Data de Lançamento      | Título                                         |
| -- | ----------------------- | ---------------------------------------------- |
| 1º | 9 de janeiro de 2019    | LOOK AT ME NOW (ＬＯＯＫ ＡＴ ＭＥ ＮＯＷ)     |
| 1º | 22 de fevereiro de 2019 | TEN MADE TOBASO (ＴＥＮ ＭＡＤＥ ＴＯＢＡＳＯ) |

### Álbuns
|    | Data de lançamento | Título       | Rank |
| -- | ------------------ | ------------ | ---- |
| 1º | 6 de março de 2019 | SYY (ＳＹＹ) | 20º  |

### Serialização em revistas
- smart "#SYYB" (junho de 2017 - atualmente)

### Publicações
- SudannaYuzuYully Magazine "SYYM" (スダンナユズユリーマガジン 「ＳＹＹＭ」) (14 de março de 2019)[30]

## Tie-Up
| Nome da Música         | Tie-Up | Single/Álbum       |
| ---------------------- | --- | ------------------ |
| OH BOY                 | Tema de encerramento do programa "Onegai! Ranking" da emissora TV Asahi. Tema do making of da sessão fotográfica para campanha publicitária das lentes de contato “Mirage”, que teve como modelo a YURINO. | 1º Single "OH BOY" |
| Happy Go Lu (ハピゴラ) | Tema do dorama "Happy Go Lu -Happy Go Lucky-" da GYAO!. | -                  |